# Regina Veloso
Regina Veloso, nome completo Maria Regina Gonçalves Lopes de Freitas Veloso' (Chinde, 27 marzo 1939 – 18 giugno 2024), è stata una nuotatrice portoghese.

## Biografia
Partecipò alle Olimpiadi di Roma 1960, gareggiando nei 200m rana.